# 킹 오브 파이터즈 컬렉션 오로치 사가
《킹 오브 파이터즈 컬렉션 오로치 사가》(The King of Fighters Collection: The Orochi Saga)는 SNK의 킹 오브 파이터즈 시리즈를 묶어서 플레이스테이션 2, Wii로 이식한 게임 소프트웨어이다.